# Дискография Кэти Перри
Дискография американской поп-певицы Кэти Перри насчитывает семь студийных альбомов, один концертный альбом, два мини-альбома, сорок три сингла (тридцать девять из которых собственные, в четырёх она принимает участие как приглашённая исполнительница и ещё одиннадцать являются промо), а также ряд других релизов.

## Хронология
Свой первый альбом Кэти выпустила в пятнадцатилетнем возрасте в октябре 2001 года ещё под своей настоящей фамилией Хадсон. Записанный на лейбле Red Hill Records в жанре госпела и современной христианской музыки диск имел низкие продажи, что не позволило ему попасть в хит-парады. Спустя три года она, уже взяв девичью фамилию матери Перри в качестве псевдонима, под руководством Глена Балларда из Island Def Jam приступает к записи нового альбома (A) Katy Perry, релиз которого однако был отменён. В 2004 году Перри заключила контракт с Columbia Records и снова начала работу над альбомом, но вскоре соглашение было расторгнуто и выпуск пластинки вновь не состоялся.
В конечном счёте Кэти Перри начала сотрудничество с лейблом Capitol Records, который в ноябре 2007 года выпустил её мини-альбом Ur So Gay. Несмотря на то, что диск не стал успешным, ему удалось наделать в интернете немало шума вокруг имени певицы. В мае 2008 года вышел первый сингл «I Kissed a Girl» с её дебютного как поп-исполнительницы альбома One of the Boys. Композиция занимала верхние строчки во многих хит-парадах мира, включая американский Billboard Hot 100, канадский Canadian Hot 100 и британский UK Singles Chart. Релиз самого альбома состоялся в июне того же года — он достиг девятой строчки в чарте Billboard 200, а по результатам продаж был сертифицирован Американской ассоциацией звукозаписывающих компаний (RIAA) как платиновый. Следующим синглом Кэти Перри стала песня «Hot n Cold», сумевшая стать лидером хит-парадов в Австрии, Германии, Канаде, Нидерландах и Швейцарии. И «I Kissed a Girl», и «Hot n Cold» получили от RIAA статус четырежды платиновых синглов. Помимо прочего, с данного альбома в качестве синглов были выпущены композиции «Thinking of You» и «Waking Up in Vegas», первая из которых не смогла пробиться в первую десятку Billboard Hot 100, а вторая там же остановилась на девятой позиции.
В 2009—2010 годах Перри приняла участие в записи двух синглов других исполнителей. Вначале она поработала вместе колорадской группой 3OH!3 над песней «Starstrukk» с их второго студийного альбома Want, которая также вошла в саундтрек к фильму «Однажды в Риме». Затем она сотрудничала с Тимбалэндом при выпуске сингла «If We Ever Meet Again», ставшим четвёртым и последним синглом с его третьего студийного альбома Shock Value II. Помимо этого певица выступила на шоу «MTV Unplugged», запись которого была выпущена в ноябре 2009 года в качестве концертного альбома.
В августе 2010 года состоялся релиз её третьего студийного альбома Teenage Dream. Дебютным синглом с данного диска стала композиция «California Gurls», записанная совместно с рэпером Snoop Dogg, который сразу дебютировал на первой строчки в чарте Billboard Hot 100. Затем были выпущены синглы «Teenage Dream», «Firework», «E.T.» (при участии Канье Уэста) и «Last Friday Night (T.G.I.F.)», все они достигли вершины главного американского хит-парада. Это позволило Кэти Перри стать первой женщиной и всего лишь вторым исполнителем после Майкла Джексона с пятью синглами с одного альбома, возглавившими хит-парад Billboard Hot 100. В 2012 году вышло переиздание альбома под названием The Complete Confection, также было издано два сингла с него: «Part of Me» и «Wide Awake».
Её четвёртый студийный альбом Prism был выпущен в октябре 2013 года. Он имел международным успех, достигнув первой строчки в чартах Австралии, Канады, Новой Зеландии, Великобритании и Соединенных Штатов. Синглы «Roar» и «Dark Horse» возглавили чарты в США и Канаде. В Соединенном Королевстве «Roar» также стала её второй песней после «Firework», разошедшейся тиражом более миллиона экземпляров. Впоследствии она выпустила гимн для летних Олимпийских игр 2016 года под названием «Rise». Песня дебютировала под номером один в Австралии, став четвёртым чарттоппером для Перри в данной стране.
Пятый альбом Witness вышел в июне 2017 года. Лид-синглом с него была выпущена песня «Chained to the Rhythm», которая вошла в первую десятку чартов множества стран. Также были выпущены синглы «Bon Appétit» и «Swish Swish», но их ждал более холодный коммерческий приём. Сам альбом возглавил чарты США и Канады. В том же году Кэти приняла участие в записи песни Кельвина Харриса «Feels» из его альбома Funk Wav Bounces Vol. 1 вместе с Биг Шоном и Фарреллом Уильямсом, она достигла первого места в Соединенном Королевстве. В 2018 году она выпустила рождественский сингл «Cozy Little Christmas».
Релиз шестого студийного альбома Smile состоялся 28 августа 2020 года, он смог добраться до пятого места в чартах Канады, Великобритании и США. В его поддержку были выпущены синглы «Never Really Over», «Harleys in Hawaii», «Daisies» и «Smile».
20 сентября 2024 года был выпущен седьмой альбом Перри, 143, который дебютировал на шестой строчке альбомного чарта США.

## Альбомы

### Студийные альбомы
| Katy Hudson                                                                        | - Выпущен: 6 марта 2001 - Лейбл: Red Hill Records - Формат: CD, MC                           | — | —  | — | —  | —  | —  | —  | —  | —  | —  | |
| One of the Boys                                                                    | - Выпущен: 17 июня 2008 - Лейбл: Capitol Records - Формат: CD, MC, LP, цифровая загрузка     | 9 | 11 | 6 | 11 | 7  | 23 | 6  | 17 | 10 | 6  | - RIAA: 3x Платиновый - ARIA: 2× Платиновый - IFPI AUT: Платиновый - BPI: 2× Платиновый - BVMI: 3× Золотой - FIMI: Золотой - MC: 3× Платиновый - RMNZ: Золотой - SNEP: 2× Платиновый - IFPI SWI: Золотой          |
| Teenage Dream                                                                      | - Выпущен: 24 августа 2010 - Лейбл: Capitol Records - Формат: CD, LP, цифровая загрузка      | 1 | 1  | 1 | 1  | 5  | 3  | 1  | 1  | 3  | 4  | - RIAA: Бриллиантовый - ARIA: 6× Платиновый - IFPI AUT: Платиновый - BPI: 6× Платиновый - BVMI: Платиновый - FIMI: Платиновый - MC: 4× Платиновый - RMNZ: 9× Платиновый - SNEP: 2× Платиновый - IFPI SWI: Золотой |
| Prism                                                                              | - Выпущен: 18 октября 2013 - Лейбл: Capitol Records - Формат: CD, LP, цифровая загрузка      | 1 | 1  | 3 | 1  | 4  | 5  | 1  | 1  | 4  | 2  | - RIAA: 5× Платиновый - ARIA: 5× Платиновый - IFPI AUT: 3× Платиновый - BPI: Платиновый - BVMI: Золотой - FIMI: Платиновый - MC: 3× Платиновый - RMNZ: 5× Платиновый - SNEP: Платиновый - IFPI SWI: Золотой       |
| Witness                                                                            | - Выпущен: 9 июня 2017 - Лейбл: Capitol Records - Формат: CD, LP, цифровая загрузка          | 1 | 2  | 6 | 6  | 10 | 6  | 1  | 2  | 4  | 7  | - RIAA: Золотой - ARIA: Золотой - IFPI AUT: Золотой - BPI: Золотой - FIMI: Золотой - MC: Платиновый - SNEP: Золотой                                                                                               |
| Smile                                                                              | - Выпущен: 28 августа 2020 - Лейбл: Capitol Records - Формат: CD, MC, LP, цифровая загрузка  | 5 | 2  | 8 | 5  | 14 | 10 | 5  | 4  | 17 | 8  | - RIAA: Золотой - RMNZ: Золотой |
| 143                                                                                | - Выпущен: 20 сентября 2024 - Лейбл: Capitol Records - Формат: CD, LP, MC, цифровая загрузка | 6 | 2  | 8 | 6  | 16 | 6  | 42 | 9  | 14 | 12 | |
| Символ «—» означает, что альбом не попал в чарт или не выпускался в данной стране. |                                                                                              |   |    |   |    |    |    |    |    |    |    | |

### Переиздания
| Название                               | Детали                                                                            | Высшая позиция в чартах | Высшая позиция в чартах | Высшая позиция в чартах | Высшая позиция в чартах | Высшая позиция в чартах | Высшая позиция в чартах | Высшая позиция в чартах | Высшая позиция в чартах | Высшая позиция в чартах | Высшая позиция в чартах | Сертификации                                |
| Название                               | Детали                                                                            | США                     | АВС                     | БЕЛ                     | БЕЛ                     | ВЕЛ                     | НИД                     | НОЗ                     | ФИН                     | ФРА                     | ШВЕ                     | Сертификации                                |
| Название                               | Детали                                                                            | США                     | АВС                     | ВАЛ                     | ФЛА                     | ВЕЛ                     | НИД                     | НОЗ                     | ФИН                     | ФРА                     | ШВЕ                     | Сертификации                                |
| -------------------------------------- | --------------------------------------------------------------------------------- | ----------------------- | ----------------------- | ----------------------- | ----------------------- | ----------------------- | ----------------------- | ----------------------- | ----------------------- | ----------------------- | ----------------------- | ------------------------------------------- |
| Teenage Dream: The Complete Confection | - Выпущен: 23 марта 2012 - Лейбл: Capitol Records - Формат: CD, цифровая загрузка | 7                       | 5                       | 29                      | 14                      | 6                       | 44                      | 2                       | 18                      | 14                      | 47                      | - ARIA: 7× Платиновый - RMNZ: 4× Платиновый |

### Концертные альбомы
| MTV Unplugged | - Выпущен: 17 ноября 2009 - Лейбл: Capitol Records - Формат: DVD, CD, цифровая загрузка | 168 | 192 | 82 |

### Мини-альбомы
| Название                          | Детали                                                                             |
| --------------------------------- | ---------------------------------------------------------------------------------- |
| Ur So Gay                         | - Выпущен: 20 ноября 2007 - Лейбл: Capitol Records - Формат: CD, цифровая загрузка |
| The Hello Katy Australian Tour EP | - Выпущен: 7 августа 2009 - Лейбл: Capitol Records - Формат: Цифровая загрузка     |

## Синглы

### Как главный артист
| Год                                                                               | Название                                            | Высшая позиция в чартах | Высшая позиция в чартах | Высшая позиция в чартах | Высшая позиция в чартах | Высшая позиция в чартах | Высшая позиция в чартах | Высшая позиция в чартах | Высшая позиция в чартах | Высшая позиция в чартах | Высшая позиция в чартах | Высшая позиция в чартах | Сертификации | Альбом                                 |
| Год                                                                               | Название                                            | США                     | АВС                     | АВТ                     | ВЕЛ                     | ГЕР                     | ИТА                     | КАН                     | НОЗ                     | РОС                     | ФРА                     | ШВА                     | Сертификации | Альбом                                 |
| --------------------------------------------------------------------------------- | --------------------------------------------------- | ----------------------- | ----------------------- | ----------------------- | ----------------------- | ----------------------- | ----------------------- | ----------------------- | ----------------------- | ----------------------- | ----------------------- | ----------------------- | --- | -------------------------------------- |
| 2008                                                                              | «I Kissed a Girl»                                   | 1                       | 1                       | 1                       | 1                       | 1                       | 1                       | 1                       | 1                       | 5                       | 5                       | 1                       | - RIAA: 6× Платиновый - ARIA: 7× Платиновый - IFPI AUT: Платиновый - BPI: 2x Платиновый - BVMI: 5× Золотой - FIMI: Платиновый - MC: 7× Платиновый - RMNZ: 3× Платиновый - SNEP: Золотой - IFPI SWI: Платиновый      | One of the Boys                        |
| 2008                                                                              | «Hot n Cold»                                        | 3                       | 4                       | 1                       | 4                       | 1                       | 2                       | 1                       | 5                       | 1                       | 10                      | 1                       | - RIAA: 8× Платиновый - ARIA: 8× Платиновый - IFPI AUT: Платиновый - BPI: 2x Платиновый - BVMI: 3× Золотой - FIMI: Платиновый - MC: 6× Платиновый - RMNZ: 3× Платиновый - SNEP: Золотой - IFPI SWI: Платиновый      | One of the Boys                        |
| 2009                                                                              | «Thinking of You»                                   | 29                      | 34                      | 18                      | 27                      | 19                      | 14                      | 24                      | —                       | —                       | 11                      | 45                      | - RIAA: Платиновый - ARIA: Платиновый - BPI: Серебряный - MC: Платиновый | One of the Boys                        |
| 2009                                                                              | «Waking Up in Vegas»                                | 9                       | 11                      | 26                      | 18                      | 33                      | —                       | 2                       | 9                       | —                       | —                       | 69                      | - RIAA: 2× Платиновый - ARIA: 2x Платиновый - BPI: Серебряный - MC: Платиновый - RMNZ: Золотой | One of the Boys                        |
| 2010                                                                              | «California Gurls» (при участии Snoop Dogg)         | 1                       | 1                       | 3                       | 1                       | 3                       | 3                       | 1                       | 1                       | 34                      | 5                       | 4                       | - RIAA: Бриллиантовый - ARIA: 9× Платиновый - IFPI AUT: 2× Платиновый - BPI: 2× Платиновый - BVMI: Платиновый - FIMI: Платиновый - MC: 4× Платиновый - RMNZ: 3× Платиновый - IFPI SWI: Платиновый                   | Teenage Dream                          |
| 2010                                                                              | «Teenage Dream»                                     | 1                       | 2                       | 2                       | 2                       | 6                       | 9                       | 2                       | 1                       | 83                      | 75                      | 8                       | - RIAA: Бриллиантовый - ARIA: 8× Платиновый - IFPI AUT: 2× Платиновый - BPI: 2× Платиновый - BVMI: Золотой - FIMI: Золотой - MC: 4× Платиновый - RMNZ: 3× Платиновый                                                | Teenage Dream                          |
| 2010                                                                              | «Firework»                                          | 1                       | 3                       | 3                       | 6                       | 4                       | 4                       | 1                       | 1                       | 69                      | 7                       | 3                       | - RIAA: 12× Платиновый (Бриллиантовый) - ARIA: 13× Платиновый - IFPI AUT: 2× Платиновый - BPI: 3× Платиновый - BVMI: Платиновый - FIMI: 2× Платиновый - MC: 6× Платиновый - RMNZ: 4× Платиновый - IFPI SWI: Золотой | Teenage Dream                          |
| 2011                                                                              | «E.T.» (сольно или при участии Канье Уэста)         | 1                       | 5                       | 7                       | 3                       | 9                       | 9                       | 1                       | 1                       | 80                      | 10                      | 14                      | - RIAA: Бриллиантовый - ARIA: 6× Платиновый - IFPI AUT: Платиновый - BPI: 2x Платиновый - BVMI: Золотой - FIMI: Платиновый - MC: 4× Платиновый - RMNZ: Платиновый                                                   | Teenage Dream                          |
| 2011                                                                              | «Last Friday Night (T.G.I.F.)»                      | 1                       | 5                       | 7                       | 9                       | 15                      | 9                       | 1                       | 4                       | 39                      | 22                      | 20                      | - RIAA: 6× Платиновый - ARIA: 8× Платиновый - IFPI AUT: Платиновый - BPI: 2× Платиновый - BVMI: Золотой - FIMI: Платиновый - MC: 4× Платиновый - RMNZ: 4× Платиновый - IFPI SWI: Золотой                            | Teenage Dream                          |
| 2011                                                                              | «The One That Got Away»                             | 3                       | 27                      | 19                      | 18                      | 34                      | 39                      | 2                       | 12                      | 47                      | 30                      | 33                      | - RIAA: 5× Платиновый - ARIA: 6× Платиновый - BPI: 2× Платиновый - BVMI: Золотой - FIMI: Золотой - MC: 2× Платиновый - RMNZ: 3× Платиновый                                                                          | Teenage Dream                          |
| 2012                                                                              | «Part of Me»                                        | 1                       | 5                       | 18                      | 1                       | 20                      | 14                      | 1                       | 1                       | —                       | 13                      | 33                      | - RIAA: 5× Платиновый - ARIA: 6× Платиновый - IFPI AUT: Платиновый - BPI: Платиновый - BVMI: Золотой - FIMI: Золотой - MC: 3× Платиновый - RMNZ: 2× Платиновый                                                      | Teenage Dream: The Complete Confection |
| 2012                                                                              | «Wide Awake»                                        | 2                       | 4                       | 28                      | 9                       | 39                      | 11                      | 1                       | 1                       | —                       | 33                      | 21                      | - RIAA: 5× Платиновый - ARIA: 6× Платиновый - IFPI AUT: Золотой - BPI: Платиновый - FIMI: Платиновый - MC: 3× Платиновый - RMNZ: 2× Платиновый                                                                      | Teenage Dream: The Complete Confection |
| 2013                                                                              | «Roar»                                              | 1                       | 1                       | 1                       | 1                       | 2                       | 4                       | 1                       | 1                       | 10                      | 5                       | 3                       | - RIAA: 15× Платиновый (Бриллиантовый) - ARIA: 20× Платиновый - IFPI AUT: 2× Платиновый - BPI: 4× Платиновый - BVMI: 3× Золотой - FIMI: 2× Платиновый - MC: 9× Платиновый - RMNZ: 6× Платиновый                     | Prism                                  |
| 2013                                                                              | «Unconditionally»                                   | 14                      | 11                      | 16                      | 25                      | 22                      | 6                       | 13                      | 26                      | 84                      | 38                      | 27                      | - RIAA: 2× Платиновый - ARIA: 4× Платиновый - IFPI AUT: Золотой - BPI: Золотой - BVMI: Золотой - FIMI: Платиновый - MC: Платиновый - RMNZ: Платиновый                                                               | Prism                                  |
| 2013                                                                              | «Dark Horse» (при участии Juicy J)                  | 1                       | —                       | 2                       | 4                       | 6                       | 5                       | 1                       | 2                       | 26                      | 6                       | 4                       | - RIAA: 11x Платиновый (Бриллиантовый) - ARIA: 11x Платиновый - IFPI AUT: 2× Платиновый - BPI: 2× Платиновый - BVMI: 3× Золотой - FIMI: 3× Платиновый - MC: 7× Платиновый - RMNZ: 4× Платиновый                     | Prism                                  |
| 2014                                                                              | «Birthday»                                          | 17                      | 25                      | 51                      | 22                      | 69                      | 49                      | 7                       | 17                      | —                       | 57                      | —                       | - RIAA: Платиновый - ARIA: 2x Платиновый - BPI: Серебряный - FIMI: Золотой - MC: Платиновый - RMNZ: Золотой | Prism                                  |
| 2014                                                                              | «This Is How We Do»                                 | 24                      | 18                      | 14                      | 33                      | 34                      | 41                      | 9                       | 13                      | —                       | 41                      | 41                      | - RIAA: 2× Платиновый - ARIA: 3x Платиновый - BPI: Золотой - FIMI: Золотой - MC: Платиновый - RMNZ: Платиновый | Prism                                  |
| 2016                                                                              | «Rise»                                              | 11                      | 1                       | 23                      | 25                      | 39                      | 51                      | 13                      | 26                      | —                       | 3                       | 15                      | - RIAA: Платиновый - ARIA: Золотой - FIMI: Золотой - RMNZ: Золотой | без альбома                            |
| 2017                                                                              | «Chained to the Rhythm» (при участии Скипа Марли)   | 4                       | 4                       | 7                       | 5                       | 6                       | 10                      | 3                       | 8                       | 4                       | 3                       | 6                       | - RIAA: 2× Платиновый - ARIA: 3× Платиновый - BPI: Платиновый - BVMI: Золотой - FIMI: 2× Платиновый - MC: 3× Платиновый - RMNZ: Платиновый - SNEP: Платиновый                                                       | Witness                                |
| 2017                                                                              | «Bon Appétit» (при участии Migos)                   | 59                      | 35                      | 64                      | 37                      | 47                      | 48                      | 14                      | —                       | —                       | 9                       | 36                      | - RIAA: Платиновый - ARIA: Платиновый - BPI: Серебряный - FIMI: Платиновый - MC: Золотой - RMNZ: Золотой - SNEP: Золотой                                                                                            | Witness                                |
| 2017                                                                              | «Swish Swish» (при участии Ники Минаж)              | 46                      | 22                      | 69                      | 19                      | 76                      | 73                      | 13                      | —                       | 66                      | 24                      | 46                      | - RIAA: Платиновый - ARIA: 2x Платиновый - BPI: Платиновый - BVMI: Золотой - FIMI: Золотой - MC: Платиновый - RMNZ: Платиновый - SNEP: Золотой                                                                      | Witness                                |
| 2017                                                                              | «Save as Draft»                                     | —                       | —                       | —                       | —                       | —                       | —                       | —                       | —                       | —                       | —                       | —                       | | Witness                                |
| 2018                                                                              | «Hey Hey Hey»                                       | —                       | —                       | —                       | —                       | —                       | —                       | —                       | —                       | —                       | —                       | —                       | | Witness                                |
| 2018                                                                              | «Cozy Little Christmas»                             | 53                      | —                       | —                       | 22                      | 47                      | —                       | —                       | —                       | —                       | —                       | —                       | - RIAA: Платиновый - BPI: Золотой - IFPI AUT: Платиновый | без альбома                            |
| 2019                                                                              | «365»                                               | 86                      | 38                      | 70                      | 37                      | 72                      | 68                      | 52                      | —                       | 68                      | 129                     | 59                      | - MC: Золотой - RMNZ: Золотой | без альбома                            |
| 2019                                                                              | «Con Calma (Remix)» (совместно с Дэдди Янки и Сноу) | 22                      | —                       | —                       | 66                      | —                       | —                       | 6                       | —                       | 1                       | —                       | —                       | - RIAA: 15x Платиновый (для испаноязычных песен) - BPI: Серебряный | без альбома                            |
| 2019                                                                              | «Never Really Over»                                 | 15                      | 7                       | 29                      | 12                      | 47                      | 32                      | 7                       | 14                      | —                       | 102                     | 21                      | - RIAA: Платиновый - ARIA: 4× Платиновый - BPI: Платиновый - FIMI: Золотой - MC: 3× Платиновый - RMNZ: Платиновый                                                                                                   | Smile                                  |
| 2019                                                                              | «Small Talk»                                        | 81                      | 33                      | —                       | 43                      | —                       | —                       | 56                      | —                       | —                       | —                       | 91                      | - ARIA: Золотой | без альбома                            |
| 2019                                                                              | «Harleys in Hawaii»                                 | —                       | 36                      | —                       | 45                      | —                       | —                       | 71                      | —                       | —                       | —                       | 72                      | - RIAA: Золотой - ARIA: Платиновый - BPI: Серебряный - MC: Платиновый - RMNZ: Золотой | без альбома                            |
| 2020                                                                              | «Never Worn White»                                  | —                       | —                       | —                       | 97                      | —                       | —                       | 95                      | —                       | —                       | —                       | —                       | | без альбома                            |
| 2020                                                                              | «Daisies»                                           | 40                      | 37                      | 64                      | 37                      | —                       | —                       | 37                      | —                       | —                       | —                       | 57                      | - RIAA: Золотой - ARIA: Платиновый - MC: Платиновый - RMNZ: Золотой | Smile                                  |
| 2020                                                                              | «Smile»                                             | —                       | —                       | —                       | —                       | —                       | —                       | —                       | —                       | 26                      | —                       | —                       | - RIAA: Золотой - ARIA: Золотой - RMNZ: Золотой | Smile                                  |
| 2021                                                                              | «Electric»                                          | —                       | —                       | —                       | —                       | —                       | —                       | 97                      | —                       | —                       | —                       | —                       | | Pokemon 25: The Album                  |
| 2021                                                                              | «When I’m Gone» (совместно с Алессо)                | 90                      | 96                      | —                       | 49                      | 88                      | —                       | 54                      | —                       | 6                       | —                       | —                       | - RIAA: Золотой - BPI: Серебряный - FIMI: Золотой | без альбома                            |
| 2024                                                                              | «Woman’s World»                                     | 63                      | —                       | —                       | 47                      | —                       | —                       | 77                      | —                       | —                       | 163                     | —                       | | 143                                    |
| 2024                                                                              | «Lifetimes»                                         | —                       | —                       | —                       | 89                      | —                       | —                       | —                       | —                       | 38                      | —                       | —                       | | 143                                    |
| 2024                                                                              | «I’m His, He’s Mine»                                | —                       | —                       | —                       | —                       | —                       | —                       | —                       | —                       | —                       | —                       | —                       | | 143                                    |
| 2024                                                                              | «OK»                                                | —                       | —                       | —                       | —                       | —                       | —                       | —                       | —                       | —                       | —                       | —                       | | 143                                    |
| Символ «—» означает, что сингл не попал в чарт или не выпускался в данной стране. |                                                     |                         |                         |                         |                         |                         |                         |                         |                         |                         |                         |                         | |                                        |

### Как приглашённый артист
| Год                                                                               | Название                                                                     | Высшая позиция в чартах | Высшая позиция в чартах | Высшая позиция в чартах | Высшая позиция в чартах | Высшая позиция в чартах | Высшая позиция в чартах | Высшая позиция в чартах | Высшая позиция в чартах | Высшая позиция в чартах | Высшая позиция в чартах | Высшая позиция в чартах | Сертификации | Альбом                  |
| Год                                                                               | Название                                                                     | США                     | АВС                     | АВТ                     | ВЕЛ                     | ГЕР                     | ИТА                     | КАН                     | НОЗ                     | РОС                     | ФРА                     | ШВА                     | Сертификации | Альбом                  |
| --------------------------------------------------------------------------------- | ---------------------------------------------------------------------------- | ----------------------- | ----------------------- | ----------------------- | ----------------------- | ----------------------- | ----------------------- | ----------------------- | ----------------------- | ----------------------- | ----------------------- | ----------------------- | --- | ----------------------- |
| 2009                                                                              | «Starstrukk» (3OH!3 при участии Кэти Перри)                                  | 66                      | 4                       | 48                      | 3                       | —                       | —                       | 31                      | 16                      | —                       | —                       | —                       | - RIAA: Платиновый - ARIA: 2× Платиновый - BPI: Платиновый - RMNZ: Платиновый | Want                    |
| 2010                                                                              | «If We Ever Meet Again» (Тимбалэнд при участии Кэти Перри)                   | 37                      | 9                       | 10                      | 3                       | 9                       | 10                      | 4                       | 1                       | 2                       | 5                       | 7                       | - ARIA: Платиновый - BPI: Платиновый - FIMI: Золотой - MC: 2× Платиновый - RMNZ: 2× Платиновый - IFPI SWI: Золотой | Shock Value II          |
| 2013                                                                              | «Who You Love» (Джон Мейер при участии Кэти Перри)                           | 48                      | 83                      | —                       | —                       | —                       | —                       | 70                      | —                       | —                       | —                       | —                       | - RIAA: Золотой - RMNZ: Золотой | Paradise Valley         |
| 2017                                                                              | «Feels» (Кельвин Харрис при участии Фаррела Уильямса, Кэти Перри и Big Sean) | 20                      | 3                       | 5                       | 1                       | 9                       | 20                      | 5                       | 2                       | 49                      | 6                       | 6                       | - RIAA: 2× Платиновый - ARIA: 6× Платиновый - IFPI AUT: Платиновый - BPI: 2× Платиновый - BVMI: Платиновый - FIMI: 2× Платиновый - MC: 2× Платиновый - RMNZ: 4× Платиновый - SNEP: Бриллиантовый - IFPI SWI: Платиновый | Funk Wav Bounces Vol. 1 |
| Символ «—» означает, что сингл не попал в чарт или не выпускался в данной стране. |                                                                              |                         |                         |                         |                         |                         |                         |                         |                         |                         |                         |                         | |                         |

### Промосинглы
| Год                                                                               | Название                                                               | Высшая позиция в чартах | Высшая позиция в чартах | Высшая позиция в чартах | Высшая позиция в чартах | Высшая позиция в чартах | Высшая позиция в чартах | Высшая позиция в чартах | Высшая позиция в чартах | Высшая позиция в чартах | Высшая позиция в чартах | Высшая позиция в чартах | Сертификации                       | Альбом           |
| Год                                                                               | Название                                                               | США                     | АВТ                     | БЕЛ                     | БЕЛ                     | ВЕЛ                     | ДАН                     | ИТА                     | КАН                     | НОЗ                     | СНГ                     | ФРА                     | Сертификации                       | Альбом           |
| Год                                                                               | Название                                                               | США                     | АВТ                     | ВАЛ                     | ФЛА                     | ВЕЛ                     | ДАН                     | ИТА                     | КАН                     | НОЗ                     | СНГ                     | ФРА                     | Сертификации                       | Альбом           |
| --------------------------------------------------------------------------------- | ---------------------------------------------------------------------- | ----------------------- | ----------------------- | ----------------------- | ----------------------- | ----------------------- | ----------------------- | ----------------------- | ----------------------- | ----------------------- | ----------------------- | ----------------------- | ---------------------------------- | ---------------- |
| 2007                                                                              | «Ur So Gay»                                                            | —                       | —                       | —                       | —                       | —                       | —                       | —                       | —                       | —                       | —                       | —                       | - RIAA: Золотой                    | One of the Boys  |
| 2010                                                                              | «Not Like the Movies»                                                  | 53                      | —                       | —                       | —                       | —                       | —                       | —                       | 41                      | —                       | —                       | —                       | - RIAA: Золотой                    | Teenage Dream    |
| 2010                                                                              | «Circle the Drain»                                                     | 58                      | —                       | —                       | —                       | —                       | —                       | —                       | 30                      | 36                      | —                       | —                       |                                    | Teenage Dream    |
| 2012                                                                              | «Peacock»                                                              | —                       | —                       | —                       | —                       | —                       | —                       | —                       | 56                      | —                       | —                       | —                       | - RIAA: Платиновый - ARIA: Золотой | Teenage Dream    |
| 2013                                                                              | «Walking on Air»                                                       | 34                      | 35                      | 30                      | 44                      | 80                      | 35                      | 20                      | 12                      | 12                      | 189                     | 25                      | - ARIA: Золотой - RMNZ: Золотой    | Prism            |
| 2015                                                                              | «Every Day Is a Holiday»                                               | —                       | —                       | —                       | —                       | —                       | —                       | —                       | —                       | —                       | —                       | —                       |                                    | без альбома      |
| 2020                                                                              | «What Makes a Woman»                                                   | —                       | —                       | —                       | —                       | —                       | —                       | —                       | —                       | —                       | —                       | —                       |                                    | Smile            |
| 2020                                                                              | «Resilient (Tiësto Remix)» (при участии Айтаны)                        | —                       | —                       | —                       | —                       | —                       | —                       | —                       | —                       | —                       | —                       | —                       |                                    | Smile            |
| 2021                                                                              | «Cry About It Later (Remix)» (при участии Луизы Сонзы и Бруно Мартини) | —                       | —                       | —                       | —                       | —                       | —                       | —                       | —                       | —                       | —                       | —                       |                                    | Smile            |
| 2021                                                                              | «All You Need Is Love»                                                 | —                       | —                       | —                       | —                       | —                       | —                       | —                       | —                       | —                       | —                       | —                       |                                    | без альбома      |
| 2022                                                                              | «Where We Started» (совместно с Томасом Реттом)                        | —                       | —                       | —                       | —                       | —                       | —                       | —                       | —                       | —                       | —                       | —                       |                                    | Where We Started |
| Символ «—» означает, что сингл не попал в чарт или не выпускался в данной стране. |                                                                        |                         |                         |                         |                         |                         |                         |                         |                         |                         |                         |                         |                                    |                  |

## Другие песни, попавшие в чарты
| Год                                                                               | Название                              | Высшая позиция в чартах | Высшая позиция в чартах | Высшая позиция в чартах | Высшая позиция в чартах | Высшая позиция в чартах | Высшая позиция в чартах | Высшая позиция в чартах | Высшая позиция в чартах | Высшая позиция в чартах | Высшая позиция в чартах | Сертификации    | Альбом                                 |
| Год                                                                               | Название                              | США BUH                 | АВС                     | ВЕЛ                     | КАН Digital             | КОР                     | НИД                     | НОЗ                     | РОС                     | СНГ                     | ФРА                     | Сертификации    | Альбом                                 |
| --------------------------------------------------------------------------------- | ------------------------------------- | ----------------------- | ----------------------- | ----------------------- | ----------------------- | ----------------------- | ----------------------- | ----------------------- | ----------------------- | ----------------------- | ----------------------- | --------------- | -------------------------------------- |
| 2008                                                                              | «One of the Boys»                     | —                       | 40                      | —                       | —                       | —                       | —                       | —                       | —                       | —                       | —                       | - ARIA: Золотой | One of the Boys                        |
| 2008                                                                              | «If You Can Afford Me»                | —                       | —                       | —                       | —                       | —                       | —                       | 28                      | —                       | —                       | —                       |                 | One of the Boys                        |
| 2010                                                                              | «Hummingbird Heartbeat»               | —                       | —                       | —                       | —                       | 124                     | —                       | —                       | —                       | —                       | —                       | - ARIA: Золотой | Teenage Dream                          |
| 2012                                                                              | «Dressin’ Up»                         | —                       | —                       | 109                     | —                       | —                       | —                       | —                       | —                       | —                       | —                       |                 | Teenage Dream: The Complete Confection |
| 2012                                                                              | «Tommie Sunshine’s Megasix Smash-Up»  | —                       | —                       | 183                     | —                       | —                       | —                       | —                       | —                       | —                       | —                       |                 | Teenage Dream: The Complete Confection |
| 2013                                                                              | «Legendary Lovers»                    | —                       | —                       | —                       | —                       | 69                      | 33                      | —                       | —                       | —                       | —                       |                 | Prism                                  |
| 2013                                                                              | «International Smile»                 | —                       | —                       | —                       | —                       | 76                      | —                       | —                       | —                       | —                       | —                       |                 | Prism                                  |
| 2013                                                                              | «Ghost»                               | —                       | —                       | —                       | —                       | 100                     | —                       | —                       | —                       | —                       | —                       |                 | Prism                                  |
| 2013                                                                              | «Love Me»                             | —                       | —                       | —                       | —                       | 86                      | —                       | —                       | —                       | —                       | —                       |                 | Prism                                  |
| 2013                                                                              | «This Moment»                         | —                       | —                       | —                       | —                       | 82                      | —                       | —                       | —                       | —                       | —                       |                 | Prism                                  |
| 2013                                                                              | «Double Rainbow»                      | —                       | —                       | —                       | —                       | 111                     | —                       | —                       | —                       | —                       | —                       |                 | Prism                                  |
| 2013                                                                              | «By the Grace of God»                 | 10                      | —                       | 179                     | —                       | 77                      | —                       | —                       | —                       | —                       | —                       |                 | Prism                                  |
| 2013                                                                              | «Spiritual»                           | —                       | —                       | —                       | —                       | 127                     | —                       | —                       | —                       | —                       | —                       |                 | Prism                                  |
| 2013                                                                              | «It Takes Two»                        | —                       | —                       | 180                     | —                       | 114                     | —                       | —                       | —                       | —                       | —                       |                 | Prism                                  |
| 2013                                                                              | «Choose Your Battles»                 | —                       | —                       | —                       | —                       | 136                     | —                       | —                       | —                       | —                       | —                       |                 | Prism                                  |
| 2017                                                                              | «Witness»                             | —                       | —                       | —                       | —                       | —                       | —                       | —                       | —                       | —                       | 165                     |                 | Witness                                |
| 2017                                                                              | «Roulette»                            | —                       | —                       | —                       | —                       | —                       | —                       | —                       | 15                      | 18                      | —                       |                 | Witness                                |
| 2020                                                                              | «Cry About It Later»                  | —                       | —                       | —                       | 34                      | —                       | —                       | —                       | —                       | —                       | —                       |                 | Smile                                  |
| 2024                                                                              | «Gimme Gimme» (при участии 21 Savage) | —                       | —                       | —                       | —                       | —                       | —                       | —                       | —                       | —                       | —                       |                 | 143                                    |
| 2024                                                                              | «Gorgeous» (при участии Ким Петрас)   | —                       | —                       | —                       | —                       | —                       | —                       | —                       | —                       | —                       | —                       |                 | 143                                    |
| Символ «—» означает, что сингл не попал в чарт или не выпускался в данной стране. |                                       |                         |                         |                         |                         |                         |                         |                         |                         |                         |                         |                 |                                        |

## Данные о продажах
В Соединённых Штатах Перри продала более 121 миллиона цифровых синглов и 19 миллионов альбомов. Она также является шестым самым продаваемым цифровым артистом в США по версии Американской ассоциацией звукозаписывающих компаний. За свою карьеру Перри продала более 48 миллионов альбомов и 135 миллионов синглов по всему миру. Billboard поставил её на четвёртое место среди исполнительниц 2010-х годов (восьмое в общем зачёте) и на 61-е место среди самых успешных исполнителей всех времён. В своём арсенале Перри имеет также шесть бриллиантовых синглов в США («Firework», «Roar», «Dark Horse», «California Gurls», «Teenage Dream» и «E.T.»); она — вторая среди женщин, уступая лишь Рианне с её семью синглами. Teenage Dream Перри также является первым и единственным альбомом в истории, в трек-лист которого включены четыре песни с «бриллиантами» (сам альбом также имеет подобный статус).